# Келли, Джек (регбист, 1997)
Джек Келли (англ. Jack Kelly, родился 26 октября 1997 года в Дублине) — ирландский регбист, выступающий на позициях винга и фулбэка в регби-15 и на позиции нападающего в регби-7. Участник летних Олимпийских игр в Токио в составе сборной Ирландии по регби-7.

## Биография
Уроженец Дублина. Прожил два гола во Франции, выучив французский язык; начинал регбийную карьеру в клубе «Сабле». Учился в дублинском колледже Святого Михаила, играл в команде колледжа с Дэном Ливи и Джеймсом Райаном, однако не выигрывал с ними чемпионат Ленстера среди старшеклассников. Окончил школу в 2016 году, поступив в академию «Ленстера», а также поступил в Тринити-колледж, где учился на юридическом факультете.
В 2017 году Джек Келли стал капитаном сборной Ирландии по регби не старше 20 лет на молодёжном Кубке шести наций, став шестым капитаном сборной Ирландии — выпускником колледжа Святого Михаила (команда заняла 4-е место на Кубке), а также выступил на молодёжном чемпионате мира в Грузии, заняв 10-е место. 23 ноября 2018 года провёл первый матч за клуб «Ленстер» из Про14 против валлийского клуба «Оспрейз»; играет во Всеирландской лиге за клуб «Дублин Юнивёрсити».
В 2019 году Келли дебютировал в сборной Ирландии по регби-7 на этапе Мировой серии в Лондоне, а также выступил на европейском отборочном турнире к Олимпиаде. В сезоне Мировой серии 2019/2020 сыграл 28 матчей и набрал 40 очков благодаря 8 попыткам. В 2021 году со сборной Ирландии квалифицировался на Олимпийские игры: в финале межконтинентального отбора в Монако была обыграна Франция со счётом 28:19. На Олимпиаде сыграл 4 матча (не играл только против Южной Кореи) и занял 10-е место со сборной.